# Nikołaj Mateew
Nikołaj Iwanow Mateew (bg. Николай Иванов Матеев, ur. 3 lutego 1960 w Sofii) – bułgarski szermierz, srebrny medalista mistrzostw świata.
Podczas mistrzostw świata w Lozannie w 1987 roku Bułgarzy w składzie: Christo Etropołski, Wasił Etropołski, Georgi Czomakow i Nikołaj Mateew zdobyli srebrny medal w szabli drużynowej. Był to jedyny medal Mateewa wywalczony w zawodach tego cyklu.
Wystartował na igrzyskach olimpijskich w Seulu w 1988 roku, gdzie w turnieju drużynowym odpadł w pierwszej rundzie. Był to jego jedyny start olimpijski